# Dayaris Mestreová
Dayaris Mestreová Álvarezová (* 20. listopadu 1986 Sancti Spíritus, Kuba) je kubánská zápasnice – judistka.

## Sportovní kariéra
Kubánské seniorské judistické reprezentaci se pohybuje od roku 2005. Její hlavní váhovou kategorii je neolympijská váha do 44 kg, ve které se zápasí především na Americkém kontinentu. V olympijské superlehké váze do 48 kg se dokázala prosadit až po roce 2009. V roce 2012 se kvalifikovala na olympijské hry v Londýně a vypadla ve druhém kole s Rumunkou Alinou Dumitruovou. V roce 2016 se kvalifikovala na olympijské hry v Riu, kde po výborném výkonu postoupila do bojů o medaile. V boji o třetí místo však podlehla Galbadrachyn Otgonceceg z Kazachstánu na ippon a obsadila 5. místo.

### Vítězství
- 2012 – 1× světový pohár (Miami)

## Výsledky
| Turnaj                  | 2006            | 2007            | 2008            | 2009            | 2010            | 2011            | 2012            | 2013            | 2014            | 2015            | 2016            |
| Turnaj                  | 20              | 21              | 22              | 23              | 24              | 25              | 26              | 27              | 28              | 29              | 30              |
| Turnaj                  | superlehká váha | superlehká váha | superlehká váha | superlehká váha | superlehká váha | superlehká váha | superlehká váha | superlehká váha | superlehká váha | superlehká váha | superlehká váha |
| ----------------------- | --------------- | --------------- | --------------- | --------------- | --------------- | --------------- | --------------- | --------------- | --------------- | --------------- | --------------- |
| Olympijské hry          |                 |                 | —               |                 |                 |                 | úč.             |                 |                 |                 | 5.              |
| Mistrovství světa       |                 | —               |                 | —               | úč.             | úč.             |                 | 7.              | 5.              | úč.             |                 |
| Panamerické hry         |                 | —               |                 |                 |                 | 2.              |                 |                 |                 | 1.              |                 |
| Panamerické mistrovství | 3.              | —               | —               | —               | 2.              | 2.              | 1.              | 2.              | 1.              | 3.              | 3.              |